# Marcello Semeraro
Mons. prof. Marcello Semeraro (22. prosince 1947 Monteroni di Lecce, Itálie) je italský římskokatolický teolog (specializovaný v oboru eklesiologie), biskup a kardinál, titulární arcibiskup, apoštolský administrátor územního Opatství Santa Maria di Grottaferrata a papežský delegát pro Italský baziliánský řád v Grottaferratě. V letech 2013-2020 také byl sekretářem Rady kardinálů. 15. října 2020 byl jmenován prefektem Kongregace pro blahořečení a svatořečení, přejmenované v roce 2022 na Dikasterium pro blahořečení a svatořečení. Dne 25. října 2020 papež František oznámil během modlitby Anděl Páně, že jej dne 28. listopadu 2020 bude kreovat kardinálem.  Kardinálská kreace proběhla dne 28. listopadu 2020 v bazilice sv. Petra. 